# Eclissi solare del 20 luglio 1925
L'eclissi solare del 20 luglio 1925 è un evento astronomico transiente verificatosi durante il suddetto giorno attorno alle ore 21.48 UTC. L'eclissi, di tipo anulare, è durata 7 minuti e 15 secondi ed è stata visibile in alcune parti dell'Oceania (Australia, Nuova Zelanda e Papua Nuova Guinea) e dell'Oceano Pacifico.

## Eclissi correlate

### Eclissi solari 1924 - 1928
Questa eclissi appartiene a una serie semestrale. Un'eclissi in una serie semestrale di eclissi solari si ripete approssimativamente ogni 177 giorni e 4 ore (un semestre) in nodi alternati dell'orbita della Luna. 